# Justo Ruiz
Justo Ruiz González (Vitoria, Álava, 31 de agosto de 1969) es un exfutbolista andorrano. Es uno de los jugadores con más presencias en la selección de Andorra, habiendo disputado 67 encuentros internacionales entre 1999 y 2008. 

## Trayectoria
Se formó como futbolista en la cantera del Athletic Club, siendo internacional en todas las categorías inferiores de la selección española. Incluso llegó a jugar en el Mundial sub-20 de 1989. Sin embargo, tras salir del Bilbao Athletic en 1992, emprendió una dilatada etapa como futbolista en equipos modestos, principalmente, de Andorra.

## Clubes

### Como futbolista
| Club                    | País     | Temporada   |
| ----------------------- | -------- | ----------- |
| Bilbao Athletic         | España   | 1987 - 1992 |
| SD Eibar                | España   | 1992 - 1993 |
| Gimnástic de Tarragona  | España   | 1993 - 1994 |
| FC Andorra              | Andorra  | 1994 - 1997 |
| Unió Esportiva Figueres | España   | 1997 - 1998 |
| CF União da Madeira     | Portugal | 1998 - 1999 |
| FC Andorra              | Andorra  | 1999 - 2004 |
| FC Rànger's             | Andorra  | 2004 - 2008 |

### Como entrenador
| Club                        | País    | Periodo            |
| --------------------------- | ------- | ------------------ |
| Selección sub-21 de Andorra | Andorra | 2008 - Actualmente |
| FC Andorra                  | Andorra | 2011 - 2016        |